# Tallon Griekspoor
Tallon Griekspoor, född 2 juli 1996, är en nederländsk tennisspelare. Han har som högst varit rankad på 21:a plats på ATP-singelrankingen och på 86:e plats på dubbelrankingen. Griekspoor har vunnit två singeltitlar och en dubbeltitel på ATP-touren.

## Karriär
I oktober 2022 tog Griekspoor sin första dubbeltitel på ATP-touren tillsammans med Botic van de Zandschulp vid European Open. I januari 2023 tog han sin första singeltitel på ATP-touren efter att ha besegrat Benjamin Bonzi i finalen av Tata Open Maharashtra. I juni 2023 tog Griekspoor sin andra singeltitel efter att ha besegrat Jordan Thompson i finalen av Libéma Open.

## ATP-finaler

### Singel: 3 (2 titlar, 1 andraplats)
| Teckenförklaring       |
| ---------------------- |
| Grand Slam (0–0)       |
| ATP Masters 1000 (0–0) |
| ATP 500 Series (0–1)   |
| ATP 250 Series (2–0)   |

| Finaler efter underlag |
| ---------------------- |
| Hard court (1–1)       |
| Grus (0–0)             |
| Gräs (1–0)             |

| Resultat | V–F | Datum        | Turnering                                         | Kategori   | Underlag   | Motståndare     | Resultat                |
| -------- | --- | ------------ | ------------------------------------------------- | ---------- | ---------- | --------------- | ----------------------- |
| Vinnare  | 1–0 | Januari 2023 | Maharashtra Open, Indien                          | 250 Series | Hard court | Benjamin Bonzi  | 4–6, 7–5, 6–3           |
| Vinnare  | 2–0 | Juni 2023    | Rosmalen Grass Court Championships, Nederländerna | 250 Series | Gräs       | Jordan Thompson | 6–7(4–7), 7–6(7–3), 6–3 |
| Tvåa     | 2–1 | Augusti 2023 | Washington Open, USA                              | 500 Series | Hard court | Dan Evans       | 5–7, 3–6                |

### Dubbel: 1 (1 titel)
| Teckenförklaring       |
| ---------------------- |
| Grand Slam (0–0)       |
| ATP Masters 1000 (0–0) |
| ATP 500 Series (0–0)   |
| ATP 250 Series (1–0)   |

| Finaler efter underlag |
| ---------------------- |
| Hard court (1–0)       |
| Grus (0–0)             |
| Gräs (0–0)             |

| Resultat | V–F | Datum        | Turnering              | Kategori   | Underlag       | Medspelare              | Motståndare                    | Resultat         |
| -------- | --- | ------------ | ---------------------- | ---------- | -------------- | ----------------------- | ------------------------------ | ---------------- |
| Vinnare  | 1–0 | Oktober 2022 | European Open, Belgien | 250 Series | Hard court (i) | Botic van de Zandschulp | Rohan Bopanna Matwé Middelkoop | 3–6, 6–3, [10–5] |